# Rosa Rodríguez y Riquelme
Rosa Rodríguez Riquelme (Chillán, Imperio español; 30 de agosto de 1781-Lima, Perú; 17 de diciembre de 1850) fue una mujer chilena, hija única del matrimonio de Isabel Riquelme y Félix Rodríguez Rojas. Era media hermana, por parte de madre, de Bernardo O'Higgins.
Luego del regreso de Bernardo O'Higgins de sus estudios en Inglaterra, la familia estuvo poco tiempo reunida, ya que debió partir a Lima a gestionar la herencia de su padre. Al regreso se trasladaron a la «Hacienda Las Canteras» cerca de la ciudad de Los Ángeles. Al inicio de la guerra de Independencia fue hecha prisionera tras la toma del Fuerte de Nacimiento pero consiguió escapar.
Tras el Desastre de Rancagua en 1814, Rosa y su madre emigran a Mendoza para posteriormente trasladarse a Buenos Aires. Tras la batalla de Chacabuco regresan a Chile, se instalan el Palacio de los presidentes de Santiago junto a Bernardo O'Higgins.
Acompañó a su medio hermano en 1823 durante el exilio en el Perú junto con su madre. A la muerte de O´Higgins en 1842, fue albacea y tenedora de sus bienes.
Rosa Rodríguez y Riquelme murió en 1850 en Lima, fue enterrada cerca de su madre y hermano en el Cementerio Presbítero Matías Maestro, donde permaneció hasta 1947, cuando sus restos fueron trasladados a Santiago, precisamente a la Catedral Metropolitana de Santiago, sin embargo en 1993 sus restos fueron trasladados a la ciudad de Chillán, donde fueron resguardados en el Parque Monumental Bernardo O'Higgins de la comuna de Chillán Viejo, junto a los restos de su madre, Isabel Riquelme, descansando ambas hasta el día de hoy en un mausoleo.